# Antena 1 Vale do Itajaí
Antena 1 Vale do Itajaí é uma emissora de rádio brasileira sediada em Blumenau, cidade do estado de Santa Catarina. Opera no dial FM na frequência 88.1 MHz, originada da migração AM-FM, é afiliada à Antena 1 e pertence à Rede Fronteira de Comunicação.

## História
A emissora nasceu como Rádio Alvorada em 20 de julho de 1962, tempos depois a emissora esteve nas mãos da Unisul, uma universidade com sede em Palhoça e se chamou Rádio Unisul.
Após a aquisição pela RFC, a emissora se afiliou à CBN, se tornando umas das primeiras afiliadas da rede em Santa Catarina. A afiliação durou até 2013, quando decidiram transmitir a CBN Blumenau no FM 95.9, após a aquisição da frequência pelo mesmo grupo, com isso, a AM 820 se afiliou a Rádio Globo.
Em 2019, com o fim da rede Rádio Globo, o grupo decidiu repetir a programação da CBN Vale do Itajaí, até a migração AM-FM ser concluída. 
Em 2022, após autorização da Anatel para a migração pro FM, a emissora concluiu o processo e passa a operar na frequência FM 88.1 no mês de julho e confirmando a afiliação à Antena 1. A emissora já esteve em Blumenau outras duas vezes e, atualmente, pertence à Rede Fronteira de Comunicação. O grupo também possui a Antena 1 em Lages, Santa Catarina, em Rosário do Sul e Santa Maria, Rio Grande do Sul. 
A estreia estava prevista para novembro, mas devido a ajustes técnicos e também o período das eleições com o horário eleitoral gratuito, a estreia só foi confirmada para o dia 22 de dezembro.

## Antena 1 em Blumenau
| Frequência | Início da transmissão | Encerramento da transmissão | Atualmente      |
| ---------- | --------------------- | --------------------------- | --------------- |
| 90.5 MHz   | 1996                  | 2004                        | 90 FM Lite Hits |
| 96.5 MHz   | 2004                  | 2016                        | União FM        |